# Cocologie
Cocologie est une série télévisée jeunesse éducative québécoise en 26 épisodes de 25 minutes diffusée du 5 septembre 1988 au 27 février 1989 à 16 h 30 à la Télévision de Radio-Canada, puis rediffusée à partir du 7 septembre 1991 sur Canal Famille. Sa dernière rediffusion au Canal Famille a lieu en mars 1994
Cimadis International a vendu la série Cocologie dans plusieurs pays. Une version anglaise fut créée sous le nom de Curiocity ainsi qu'une version arabe et malaisienne.

## Synopsis
Julien, un adolescent sympathique et passionné, construit un jour un ordinateur-robot entièrement de ses propres mains dans sa chambre. Une mystérieuse boîte noire donne vie à ce robot, transformant la chambre de Julien en une immense bulle 3D. Le robot, baptisé Copernic, est capable de répondre à toutes les questions sur n'importe quel sujet, en illustrant ses explications par des vidéos projetées dans la gigantesque bulle 3D qui entoure la chambre. Au fil du temps, Copernic fait venir Katou, une jeune fille de France, en la télétransportant. Katou se lie d'amitié avec Julien et explore avec lui la cocologie, cette soif insatiable d’apprendre sur tous les sujets.

## Fiche technique
- Scénario : Christian Fournier
- Réalisation : Franck Duval et Pierre Savard
- Musique : Martin Fournier
- Producteur : Bernard Dagenais
- Direction de production : Pierre Savard
- Producteur délégué : Simone Leroux
- Société de distribution : Cimadis International
- Société de production : Les Productions Scope

## Distribution
- Gilbert Turp : Julien
- Lydie Hazan : Katou
- Michel Ranger et Denis Mercier : voix de Copernic

## Épisodes
1. La Naissance de Copernic
2. L'Arrivée de Katou
3. Un mauvais rhume
4. Le Chat moustache
5. Un mot d'amour
6. Panne de courant
7. La Collection de monnaie
8. Du coq à l'âne
9. Le Globe terrestre
10. Julien le savant
11. Une partie de baseball
12. L'Oreille cassée
13. Le Voyage en montgolfière

- Les titres des épisodes 14 à 26 sont inconnus.